# Biagio Catalano
Biagio Catalano (Bari, 2 dicembre 1938 – Bari, 27 agosto 2015) è stato un calciatore e allenatore di calcio italiano, di ruolo centrocampista.

## Carriera
Nato e vissuto nel quartiere Libertà di Bari in una famiglia di calciatori (suo fratello era stopper), inizia a giocare a calcio da bambino, sul campetto dell'istituto Redentore (facente parte del complesso dell'omonima chiesa, tuttora esistente). Qui entra nelle grazie di don Luigi Bruno, suo padre spirituale.

### Giocatore

#### Bari
L'A.S. Bari lo arruola nei pulcini, dove viene seguito da Onofrio Fusco, calciatore biancorosso degli anni quaranta e di lì prosegue il tirocinio nelle formazioni giovanili. Federico Allasio lo fa debuttare in prima squadra a diciannove anni, nella stagione 1956-1957 di serie B (in Simmenthal Monza-Bari del 17 marzo 1957, vinta per 1-0 dai galletti). Esordisce in serie A l'11 gennaio 1959 e diventa titolare, giocando 20 gare e segnando 5 goal nella stessa stagione 1958-1959. Nel campionato cadetto 1962-1963, con le sue 17 marcature contribuisce a riportare i biancorossi in massima serie dopo due anni (e si piazza terzo nella classifica cadetta dei cannonieri). L'8 maggio del 1963 debutta con la nazionale B, a Vienna contro l'Austria. L'atleta è soprannominato dalla stampa europea "il Sívori del Sud".
Nell'incontro Bari-Genoa del 3 maggio 1964, in uno scontro avvenuto al 36º minuto con il portiere rossoblu Mario Da Pozzo s'infortuna e si chiude il suo campionato (che vedrà retrocedere i biancorossi). Iniziano quindi per lui una serie di problemi fisici. Cerca di riprendersi ma la ridondanza d'acciacchi fa sì che, dal gennaio del 1965 smetta definitivamente di giocare anche nel nuovo campionato.

#### Sampdoria
Nel maggio del '65 viene operato con successo al ginocchio e pian piano si riprende. Nel frattempo la formazione pugliese è scesa in terza serie, in cui Catalano vi fa tre apparizioni per poi essere ceduto, nel mercato di novembre alla Sampdoria di Fulvio Bernardini (che milita in A). Nelle nove stagioni e mezzo in biancorosso ha totalizzato 190 presenze e 49 reti tra Serie A, Serie B e C.

#### Mantova, Padova e Martina
Dopo un anno di Samp gioca due stagioni con il Mantova, sempre in Serie A, prima di scendere di categoria con il Padova.
Nell'annata 1969-1970 gioca in Serie D con il Martina (la rappresentativa di Martina Franca), di cui è anche allenatore e con i biancoazzurri conquista la promozione in Serie C, svolgendo il ruolo di allenatore-giocatore anche nel 1970-1971.

### Allenatore
Dopo alcune esperienze da capo allenatore, nel 1979, con Antonio Renna viene nominato allenatore in seconda della formazione biancorossa e ricoprirà tale ruolo fino al 2001.

## Palmarès

### Giocatore

#### Competizioni nazionali
- Serie D: 1

Martina: 1969-1970

### Allenatore

#### Competizioni regionali
- Prima Categoria: 1